# Dio perdona... io no!
Dio perdona... io no! è un film del 1967 diretto da Giuseppe Colizzi con Terence Hill, protagonista, e Bud Spencer.
È il primo film della fortunata coppia Bud Spencer e Terence Hill, nonché primo dei tre western diretti dal regista Giuseppe Colizzi: seguiranno I quattro dell'Ave Maria e La collina degli stivali, con protagonisti sempre la stessa coppia d'attori. Il titolo di lavorazione era Il cane, il gatto e la volpe (un brano della colonna sonora ha questo titolo).

## Trama
Cat Stevens detto Doc è un pistolero e un giocatore, che campa girando da un posto a un altro giocando a carte nei saloon; una sera, accampatosi all'aperto, viene raggiunto da una sua vecchia conoscenza, Hutch Bessy detto Earp, pistolero assunto da una compagnia di assicurazioni. Earp sta indagando sul furto di 300.000 dollari in oro da un treno che portava una spedizione per conto di una banca da El Paso a Canyon City: apparentemente i responsabili hanno assaltato il treno in un certo punto e poi si sono allontanati col bottino in direzione del fiume, dopo aver ucciso tutti i passeggeri.
Earp però è riuscito a ricostruire come sono andate veramente le cose grazie alla testimonianza di un uomo sopravvissuto alla rapina: due giorni prima della partenza del treno, i banditi si sono recati nel luogo del presunto assalto, circa a metà della linea ferroviaria, lasciando delle false tracce lungo i binari, per poi dirigersi al fiume a nord e quindi tornare a El Paso, dove sono poi saliti sul convoglio come passeggeri qualsiasi.
Quindi, poco dopo la partenza, al confine col Messico, hanno fatto una strage (perché nessuno riferisse come erano andate effettivamente le cose), hanno fermato il treno scaricando in tutta calma l'oro, e alla fine si sono allontanati dove le tracce non potevano essere seguite; due banditi hanno proseguito per condurre il treno fino alla destinazione successiva, scendendo poco prima. Earp è convinto che una sola persona possa organizzare una rapina così: Bill Sant'Antonio, un sanguinario bandito che però risulta morto da dieci mesi, ucciso proprio da Doc; per questo motivo Earp è venuto a farsi dire come andarono le cose e a chiedere aiuto. Infatti, Sant'Antonio ha usato Doc, facendogli credere di essere morto e scappando con tutto il bottino delle sue rapine, senza dividerlo con i suoi uomini: allo stesso tempo i suoi uomini, convinti che fosse stato Doc a rubarlo, gli hanno reso la vita impossibile.
I due si mettono separatamente sulle tracce di Bill, e giungono in momenti diversi al suo nascondiglio; costretti a collaborare, recuperano il bottino dell'ultima rapina e fanno appena in tempo a nasconderlo, prima di venire catturati dalla banda del fuorilegge. Bill ordina che vengano torturati e si allontana per parlare con la talpa che gli fornisce le informazioni, ma non fidandosi del tutto dei suoi fa in modo che si tengano d'occhio a vicenda; mentre lui è via, Doc convince il suo torturatore a recarsi da soli sul posto. Qui, Doc approfitta di un coltello nascosto tra la sabbia quando ha nascosto il bottino per uccidere il suo aguzzino, e poi manda a chiamare Sant'Antonio, per il duello finale. Intanto anche Earp riesce a liberarsi del suo torturatore e raggiunge anche lui il nascondiglio del bottino.
Il duello finale vede confrontarsi Doc e Bill Sant'Antonio faccia a faccia attorno a una montagna carica di dinamite pronta ad esplodere. Terzo incomodo è Earp che, sebbene stia dalla stessa parte di Doc, cerca di impedire la sfida fra i due perché ritiene assurdo sfidare in un duello secondo le regole un criminale così pericoloso. In questo caso, lo stallo viene risolto da Bill Sant'Antonio che prova ad uccidere a tradimento Earp con una Derringer nascosta: Doc lo vede e gli tira un coltello sul braccio in modo da fargli perdere l'arma. Hutch ne esce lievemente ferito, ma stordito, mentre Doc e Bill Sant'Antonio possono terminare la loro sfida. Doc, come 10 mesi prima, ne esce vincente, ferisce agli arti Sant'Antonio e salva Earp, portandolo in spalla lontano. Sant'Antonio, strisciando, raggiunge la dinamite, ma senza poter usare le mani ferite non riesce a strappare la miccia, e muore esplodendo con l'intera montagna.
In seguito, Earp si risveglia in un carro circondato da sacchi di oro, mentre Doc lo porta a farsi estrarre il proiettile che ha in corpo; quando Earp accenna all'oro, Doc rimanda il discorso a quando potrà impugnare una pistola.

## Produzione
Il ruolo di Cat Stevens originariamente era stato assegnato a Peter Martell. Nei primi giorni di ripresa, però, Martell si ruppe un piede a seguito di un litigio con la fidanzata. Non potendo interrompere le riprese, la parte del protagonista passò a Terence Hill.
Il film è stato girato in Italia e nella provincia di Almería (nel Deserto di Tabernas), in Spagna. Le scene iniziali con il treno a vapore sono state girate nel Lazio lungo la ferrovia (ora abbandonata) Capranica-Civitavecchia tra le stazioni di Barbarano Romano-Vejano e quella di Blera, dove è stato ripreso l'arrivo del treno con i passeggeri uccisi. La locomotiva è una 625 del deposito di Roma Trastevere camuffata da locomotiva del far west. Le scene interne vennero realizzate presso gli Elios Studios di Roma.

## Colonna sonora
La colonna sonora è composta da Ángel Oliver Pina (pseudonimo di Carlo Rustichelli) e diretta dal maestro Bruno Nicolai.
Musiche di Ángel Oliver Pina.
1. Dies irae – 2:00
2. Arrivo alla stazione e strage sul treno – 1:25
3. Paesaggio di notte (Partita a poker) – 4:48
4. Cavalcando al tramonto – 1:21
5. Rose – 4:38
6. L'incendio – 1:40
7. Torride praterie – 1:16
8. Rose (#2) – 2:18
9. Il funerale – 3:07
10. Le spartizioni – 2:30
11. Passo dietro passo – 2:55
12. Bill Sant'Antonio – 2:08
13. Il nuovo comandante – 3:08
14. Appostamento – 1:43
15. Senza tregua – 1:18
16. Il cane, il gatto, la volpe – 2:24
17. Appostamento (#2) – 2:39
18. Gatto in agguato – 1:15
19. Senza tregua (#2) – 1:21
20. Prigioniero – 1:08
21. Affari sporchi – 2:30
22. Attesa – 1:36
23. Confronto finale – 2:20
24. End Titles – 2:33

## Promozione
Le tag-line del film sono le seguenti:
- How Many Men Must Die?
  - Quanti uomini devono morire?
- His name is "Cat" and he has NINE lives...but only one reason to live!
  - Il suo nome è "Gatto" e lui ha nove vite ... ma solo una ragione per vivere!
- They call him PRETTY FACE! ...and his credo is simple and short and sweet!
  - Lo chiamano bella faccia! ... E il suo credo è semplice e breve e dolce!
- The nine lives and eight deaths of a man called "Cat"!
  - Le nove vite e le otto morti di un uomo chiamato "Gatto"!
- He came on a wild black stud under a scarlet sky ... and nowhere in that naked land could they hide from his hate!
  - È venuto su uno stallone nero selvaggio sotto un cielo scarlatto ... e da nessuna parte in quella terra nuda potrebbero nascondersi dal suo odio!
- Nither knife, nor noose, nor bullet could stop the man called "Cat"!
  - Nessun colpo, nessun cappio, nessun proiettile potrebbe fermare l'uomo chiamato "Gatto"!
- The boys from Trinity are back!
  - I ragazzi da Trinità sono tornati!
- Once again we promise you one hell of a western!
  - Ancora una volta ti promettiamo un inferno di western!

## Distribuzione cinematografica
- Italia: 31 ottobre 1967
- Spagna: 24 luglio 1968 (Dios perdona... ¡Yo no!)
- Germania Ovest: 30 gennaio 1969 (Gott vergibt ... Django nie!)
- Stati Uniti d'America: maggio 1969 (God Forgives... I Don't!)
- Francia: 30 giugno 1972 (Dieu pardonne... pas moi!)
- Svezia: 17 luglio 1972 (Rid aldrig ensam)
- Danimarca: 26 dicembre 1972 (Manden de kaldte englefjæs)
- Norvegia: 5 aprile 1973 (God Forgives, I Don't!)
- Finlandia: 6 aprile 1973 (Luoja armahtaa - minä en)
- Davao: 12 agosto 1982 (He Never Forgives)
- Ungheria: 23 aprile 2000

### Censura
Il film, a seconda del paese di proiezione, ha avuto una censura più o meno "severa": è stato vietato ai minori di 12 anni in Germania Ovest nella versione comica e 16 nella versione intera; minori di 15 in Svezia e Regno Unito; 16 in Islanda, Norvegia, e Paesi Bassi; 18 in Finlandia. A Singapore è stato invece classificato come PG, ovvero è consentita la visione da parte dei bambini solo se accompagnati da un genitore, mentre negli Stati Uniti d'America è stato classificato dalla Motion Picture Association of America (MPAA) PG-13 (parents strongly cautioned), vale a dire che è vietata la visione della pellicola ai minori di 13 anni non accompagnati dai genitori.

## Accoglienza

### Incassi
Il film è stato il quarto maggiore incasso nella stagione cinematografica italiana 1967-68 con £ 2.067.440.000.